# Silene jailensis
Silene jailensis là loài thực vật có hoa thuộc họ Cẩm chướng. Loài này được N.I.Rubtzov miêu tả khoa học đầu tiên năm 1974.